# خاندان داوود (مجموعه تلویزیونی)
خاندان داوود مجموعه‌ای تلویزیونی درام تاریخی با موضوع کتاب مقدس است که توسط جان اروین برای آمازون پرایم ویدئو ساخته، نویسندگی و کارگردانی شده است. این مجموعه داستان زندگی داوود را به تصویر می‌کشد؛ از چوپانی در بیت‌لحم تا نبرد معروف او با جالوت و نهایتاً پادشاهی متحد اسرائیل. مایکل اسکندر نقش داوود را بازی می‌کند و دیگر بازیگران شامل علی سلیمان، استیفن لانگ، آیلت زورر و مارتین فورد هستند.

## خلاصه داستان
داستان فصل نخست در سال ۱۰۰۰ پیش از میلاد در اسرائیل می‌گذرد و زندگی داوود را روایت می‌کند؛ چوپانی جوان که توسط سموئیل نبی به عنوان پادشاه آینده مسح می‌شود، پس از نافرمانی شائول. این فصل مسیر داوود را از رنج و آزمایش تا رسیدن به نبرد با جالوت به تصویر می‌کشد.

## تولید
ایده ساخت این سریال توسط جان اروین از نوجوانی و سفر او به مقبره داوود در اورشلیم شکل گرفت. سریال توسط شرکت The Wonder Project با همکاری استودیو آمازون ام‌جی‌ام ساخته شده است. فیلم‌برداری عمدتاً در یونان و کلگری، کانادا صورت گرفت و بیش از ۷۰۰ نفر در تولید آن مشارکت داشتند.

## بازیگران
مایکل اسکندر در نقش داوود
علی سلیمان در نقش شائول
استیفن لانگ در نقش سموئیل نبی
آیلت زورر در نقش احینوعام، همسر شائول
ایندی لوئیس در نقش میکال، دختر شائول
اتان کای در نقش یوناتان
مارتین فورد در نقش جالوت

## موسیقی
موسیقی این سریال توسط کوین کینر و فرزندانش، شان و دینا کینر، ساخته شده است. موسیقی سریال ترکیبی از سازهای سنتی خاورمیانه‌ای و ارکستر مدرن است.

## انتشار
پخش مجموعه از ۲۷ فوریه ۲۰۲۵ آغاز شد و قسمت‌های بعدی به‌صورت هفتگی در آمازون پرایم ویدئو منتشر شدند. فصل اول در ۳ آوریل ۲۰۲۵ به پایان رسید و بلافاصله برای فصل دوم تمدید شد.

## بازخورد
این سریال با واکنش‌های متفاوتی روبرو شد. برخی منتقدان از ارزش‌های تولیدی، وفاداری به روایت‌های مذهبی، و بازی بازیگران تمجید کردند. وب‌سایت Rotten Tomatoes نمره ۷۱٪ را برای فصل اول ثبت کرد. در مقابل، برخی نقدها آن را فاقد عمق دراماتیک دانسته‌اند.